# Web Meister
Web Meister（ウェブ・マイスター）は、株式会社サイズ（xyz corporation）が開発・提供する コンテンツ管理システム (CMS) ソフトウェア。XMLとXSLをベースにJavaアプレット上で動作する。

## 歴史
2004年、慶應義塾大学湘南藤沢キャンパス (SFC) のウェブサイトへの導入を目的として、株式会社サイズの創設メンバーによって開発された。そのアーキテクチャは、Apache Cocoonをパブリッシュエンジンとして使い、XSLTによってXHTMLを生成するJavaベースのCMSで、編集モードはウィキの書式によるものだった。このCMSによって構築されたSFCの当時のWebサイトは、W3Cの標準仕様に準拠していた。2006年、パフォーマンスの向上を目的としてXMLデータベースを導入、CMSソフトウェアとしての販売を開始する。このとき、編集モードにWYSIWYGエディタや承認フローなどの機能を追加する。2008年、株式会社アイ・エム・ジェイから株式会社サイズへ事業譲渡される。2010年、Web Meister 2.5にバージョンアップ。

## 特徴
- XMLとXSLをベースにJavaアプレット上で動作する。
- コンテンツをモジュール単位で管理、モジュールの複製、共有化ができる。
- WYSIWYGエディタを搭載する。
- マルチホスト・複数ドメイン・多言語を管理できる。
- 承認フローを搭載する。
- 日本語と英語のインタフェースを持つ。